# Calotrichopsis insignis
Calotrichopsis insignis är en svampart som beskrevs av Vain. Calotrichopsis insignis ingår i släktet Calotrichopsis och familjen Lichinaceae.   Inga underarter finns listade i Catalogue of Life.